# Abu Hamad
Abu Hamad hay Abu Hamed (tiếng Ả Rập: أبو حمد, /abuˈħamad/) là một thị trấn ở bang Sông Nin, miền bắc Sudan. Đây là nơi sinh sống của bộ tộc Ả Rập Rubatab.

## Lịch sử

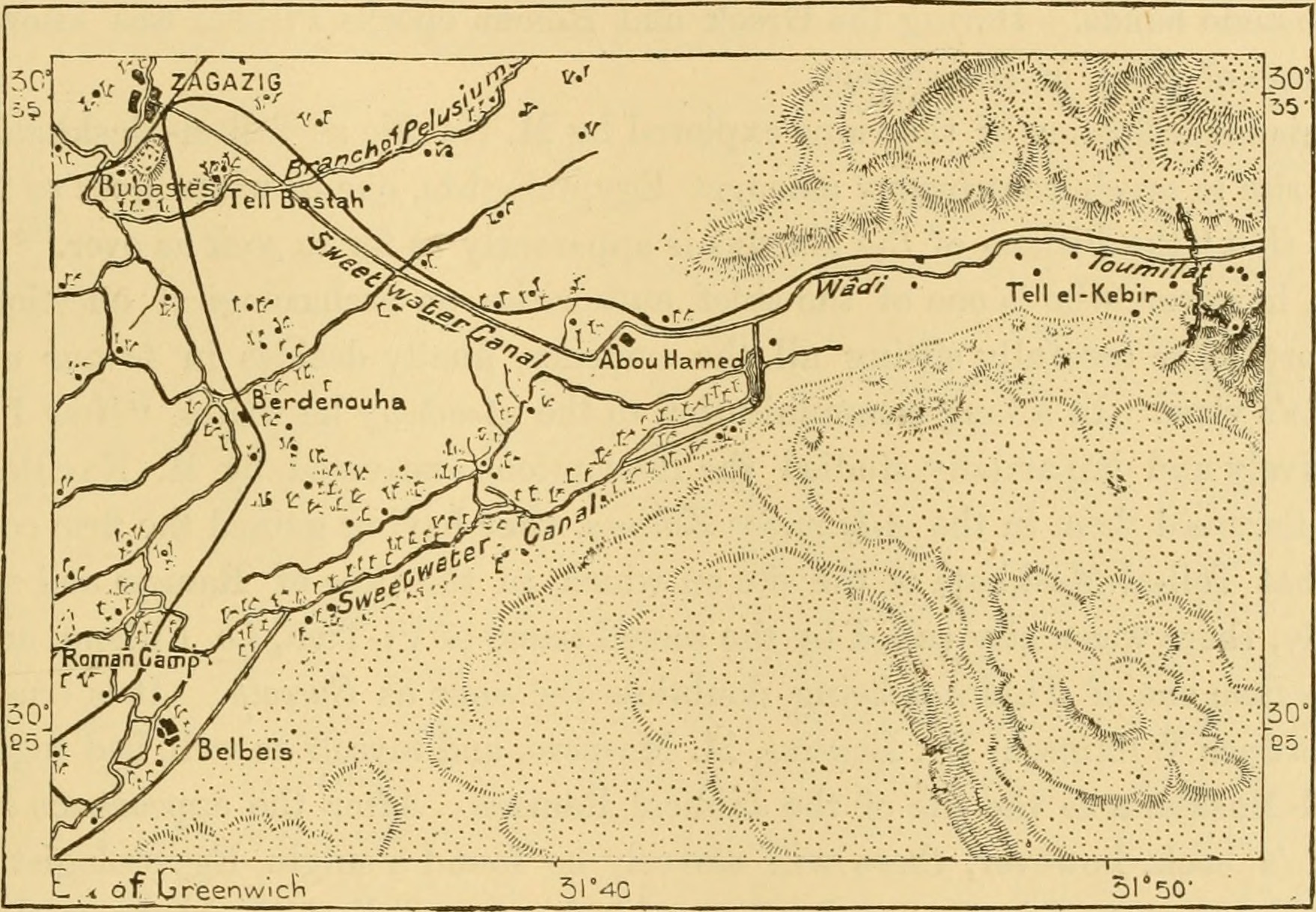
Bản đồ Abu Hamad (Abou Hamed) và khu vực xung quanh năm 1886

Vào năm 1289, sử sách ghi chép rằng có thể mất khoảng ba ngày để đi từ đảo Mograt đến Vương quốc al-Abwab, cho thấy biên giới phía bắc của vương quốc nằm gần Abu Hamad. Nhà khảo cổ học David Edwards nói nền văn hóa hiện vật của thung lũng sông Nin nằm giữa Abu Hamad, nơi dòng sông uốn cong về phía tây.
Thị trấn là nơi diễn ra trận Abu Hamad, một phần của chiến dịch tái chiếm Sudan do Anh – Ai Cập chỉ huy.

## Khí hậu
Abu Hamad có khí hậu sa mạc nóng (phân loại khí hậu Köppen BWh).
| Dữ liệu khí hậu của Abu Hamad            | Dữ liệu khí hậu của Abu Hamad | Dữ liệu khí hậu của Abu Hamad | Dữ liệu khí hậu của Abu Hamad | Dữ liệu khí hậu của Abu Hamad | Dữ liệu khí hậu của Abu Hamad | Dữ liệu khí hậu của Abu Hamad | Dữ liệu khí hậu của Abu Hamad | Dữ liệu khí hậu của Abu Hamad | Dữ liệu khí hậu của Abu Hamad | Dữ liệu khí hậu của Abu Hamad | Dữ liệu khí hậu của Abu Hamad | Dữ liệu khí hậu của Abu Hamad | Dữ liệu khí hậu của Abu Hamad |
| Tháng                                    | 1                             | 2                             | 3                             | 4                             | 5                             | 6                             | 7                             | 8                             | 9                             | 10                            | 11                            | 12                            | Năm                           |
| ---------------------------------------- | ----------------------------- | ----------------------------- | ----------------------------- | ----------------------------- | ----------------------------- | ----------------------------- | ----------------------------- | ----------------------------- | ----------------------------- | ----------------------------- | ----------------------------- | ----------------------------- | ----------------------------- |
| Cao kỉ lục °C (°F)                       | 38.0 (100.4)                  | 41.2 (106.2)                  | 44.4 (111.9)                  | 47.0 (116.6)                  | 48.0 (118.4)                  | 49.0 (120.2)                  | 49.5 (121.1)                  | 47.7 (117.9)                  | 47.0 (116.6)                  | 45.0 (113.0)                  | 40.0 (104.0)                  | 38.9 (102.0)                  | 49.5 (121.1)                  |
| Trung bình ngày tối đa °C (°F)           | 28.1 (82.6)                   | 30.4 (86.7)                   | 34.6 (94.3)                   | 38.7 (101.7)                  | 41.9 (107.4)                  | 43.5 (110.3)                  | 42.1 (107.8)                  | 41.7 (107.1)                  | 42.4 (108.3)                  | 39.2 (102.6)                  | 33.3 (91.9)                   | 29.4 (84.9)                   | 37.1 (98.8)                   |
| Trung bình ngày °C (°F)                  | 20.3 (68.5)                   | 22.9 (73.2)                   | 25.9 (78.6)                   | 29.9 (85.8)                   | 33.5 (92.3)                   | 35.3 (95.5)                   | 34.5 (94.1)                   | 34.5 (94.1)                   | 34.9 (94.8)                   | 31.5 (88.7)                   | 26.1 (79.0)                   | 21.9 (71.4)                   | 29.3 (84.7)                   |
| Tối thiểu trung bình ngày °C (°F)        | 12.5 (54.5)                   | 13.8 (56.8)                   | 17.3 (63.1)                   | 21.0 (69.8)                   | 25.0 (77.0)                   | 27.2 (81.0)                   | 26.9 (80.4)                   | 27.2 (81.0)                   | 27.3 (81.1)                   | 23.7 (74.7)                   | 18.9 (66.0)                   | 14.4 (57.9)                   | 21.3 (70.3)                   |
| Thấp kỉ lục °C (°F)                      | 4.5 (40.1)                    | 5.3 (41.5)                    | 7.8 (46.0)                    | 11.8 (53.2)                   | 12.7 (54.9)                   | 20.0 (68.0)                   | 20.0 (68.0)                   | 20.0 (68.0)                   | 18.9 (66.0)                   | 13.8 (56.8)                   | 7.5 (45.5)                    | 5.3 (41.5)                    | 4.5 (40.1)                    |
| Lượng Giáng thủy trung bình mm (inches)  | 0.2 (0.01)                    | 0.0 (0.0)                     | 0.0 (0.0)                     | 0.1 (0.00)                    | 0.2 (0.01)                    | 0.1 (0.00)                    | 5.1 (0.20)                    | 6.0 (0.24)                    | 0.7 (0.03)                    | 0.1 (0.00)                    | 0.1 (0.00)                    | 0.0 (0.0)                     | 12.6 (0.50)                   |
| Số ngày giáng thủy trung bình (≥ 0.1 mm) | 0.1                           | 0.0                           | 0.0                           | 0.1                           | 0.2                           | 0.0                           | 0.6                           | 0.8                           | 0.4                           | 0.0                           | 0.0                           | 0.0                           | 2.2                           |
| Độ ẩm tương đối trung bình (%)           | 31                            | 24                            | 19                            | 17                            | 16                            | 15                            | 20                            | 25                            | 20                            | 22                            | 31                            | 33                            | 23                            |
| Số giờ nắng trung bình tháng             | 313.1                         | 291.2                         | 316.2                         | 324.0                         | 341.0                         | 324.0                         | 325.5                         | 322.4                         | 270.0                         | 313.1                         | 309.0                         | 313.1                         | 3.762,6                       |
| Phần trăm nắng có thể                    | 90                            | 90                            | 84                            | 85                            | 83                            | 81                            | 80                            | 81                            | 74                            | 86                            | 92                            | 91                            | 85                            |
| Nguồn 1: NOAA                            |                               |                               |                               |                               |                               |                               |                               |                               |                               |                               |                               |                               |                               |
| Nguồn 2: Meteo Climat                    |                               |                               |                               |                               |                               |                               |                               |                               |                               |                               |                               |                               |                               |

## Giao thông
Abu Hamad được nối với thành phố Atbara bằng đường bộ. Tuyến đường sắt lớn giữa Wadi Halfa và Karima cũng đi qua thị trấn này.